# Rajakari (vid Taiplax, Nådendal)
Rajakari är en ö i Finland. Den ligger i Skärgårdshavet och i kommunen Nådendal i landskapet Egentliga Finland, i den sydvästra delen av landet. Ön ligger omkring 31 kilometer väster om Åbo och omkring 180 kilometer väster om Helsingfors.
Öns area är 1,2 hektar och dess största längd är 180 meter i öst-västlig riktning. Närmaste större samhälle är Rimito, 11,3 km öster om Rajakari.